# Grabissa der Große
Grabissa der Große (tschechisch Hrabeš Veliký auch Heralt Gerardus) († 1158) war böhmischer Adeliger aus dem Geschlecht der Hrabischitz.
Seine Herkunft ist unklar. Vermutet wird die direkte Nachkommenschaft zu Kojata I. Dieser Hrabischitzer soll ein bestechlicher Zeitgenosse gewesen sein. So nahm der Ratgeber des böhmischen Herzogs Bořivoj Geld vom Skrbimir, einem Gesandten des polnischen Königs Bolesław III. Schiefmund. Er soll seinen Herren dazu bewogen haben, ebenfalls Geld anzunehmen, sein Wort zu brechen und Zbigniew, einem Opponenten des Boleslav zu unterstützen. Er sorgte auch für Unstimmigkeiten zwischen Fürsten Bořivoj und dem mährischen Fürsten Svatopluk II. 1106 soll er wiederum mit seinem Begleiter Protivin als Intrigant aufgetreten sein. Sie sollen den Adeligen Vršovci die Nachricht überbracht haben, dass der böhmische Fürst sie wegen Schädigung des Landes einsperren und hinrichten will. Die Adeligen Bořivoj und Mutin schlossen sich Vladislav I. an, der wiederum mit seinem mährischen Verwandten Svatopluk und stürzten ein Jahr später Bořivoj. 
Der Ratgeber Bořivojs erhielt auch später nicht das Vertrauen des gestürzten Fürsten. Als dieser mit Hilfe seines Schwagers Wiprecht von Groitzsch 1109 die Prager Burg zurückeroberte, musste Grabissa diese halten, während sich der Herzog auf einen sicheren Platz zurückzog. Mit Hilfe Heinrich V. gewann Vladislav I. die Macht zurück. Bořivoj wurde gefangen genommen und eingesperrt. Die Gefolgschaft Bořivojs wurde hart bestraft. Einige wurden um das Augenlicht gebracht, andere verloren ihr Eigentum, wenigen gelang die Flucht nach Polen. Über das Schicksal von Grabissa schweigt die Chronik des Cosmas von Prag. Dieser wird erst wieder 1116 erwähnt. Zu dieser Zeit baute er im mährischen Vlčnov eine Feste mit befestigten Wallen und Burggraben auf. Zuletzt wird Grabissa 1121 als vorbildlicher Vater und guter Christ erwähnt. 1158 soll er an der Seite des böhmischen Königs Vladislav II., der für Friedrich I. Barbarossa kämpfte, gefallen sein.